# Meisterwurz
Meisterwurz (Peucedanum ostruthium, Synonym: Imperatoria ostruthium L.) ist eine Pflanzenart aus der Gattung Haarstrang (Peucedanum) innerhalb der Familie der Doldenblütler (Apiaceae). Sie ist vor allem im Alpenraum verbreitet und als Heilpflanze bekannt.

## Trivialnamen
Neben Meisterwurz wird selten auch Kaiserwurz, Magistanz oder Ostruz als Name verwendet. Weitere Volksnamen sind Stränze, Astränze, Ostrenza, Hoorstrenza oder Haarstrinzen.

## Beschreibung

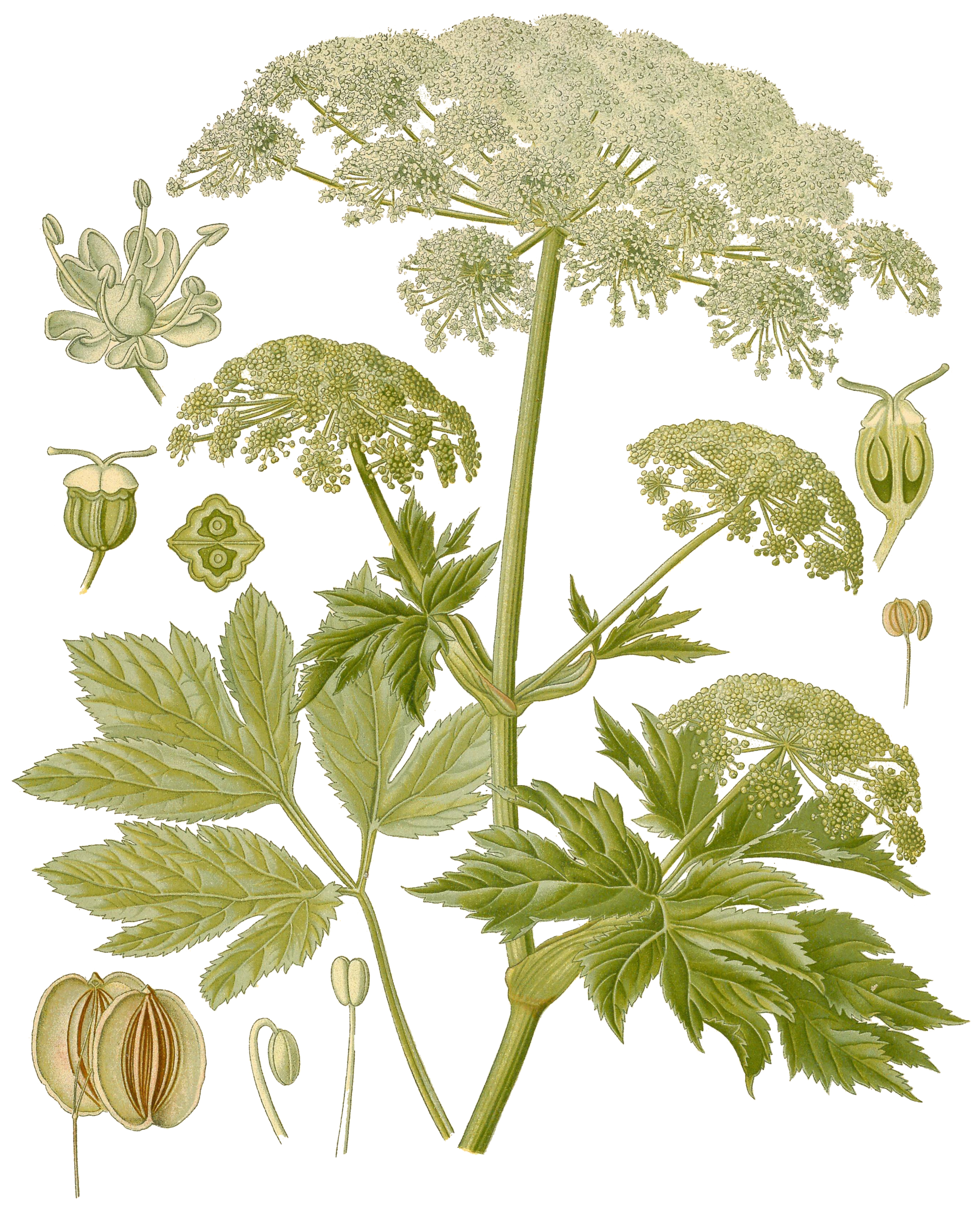
Illustration

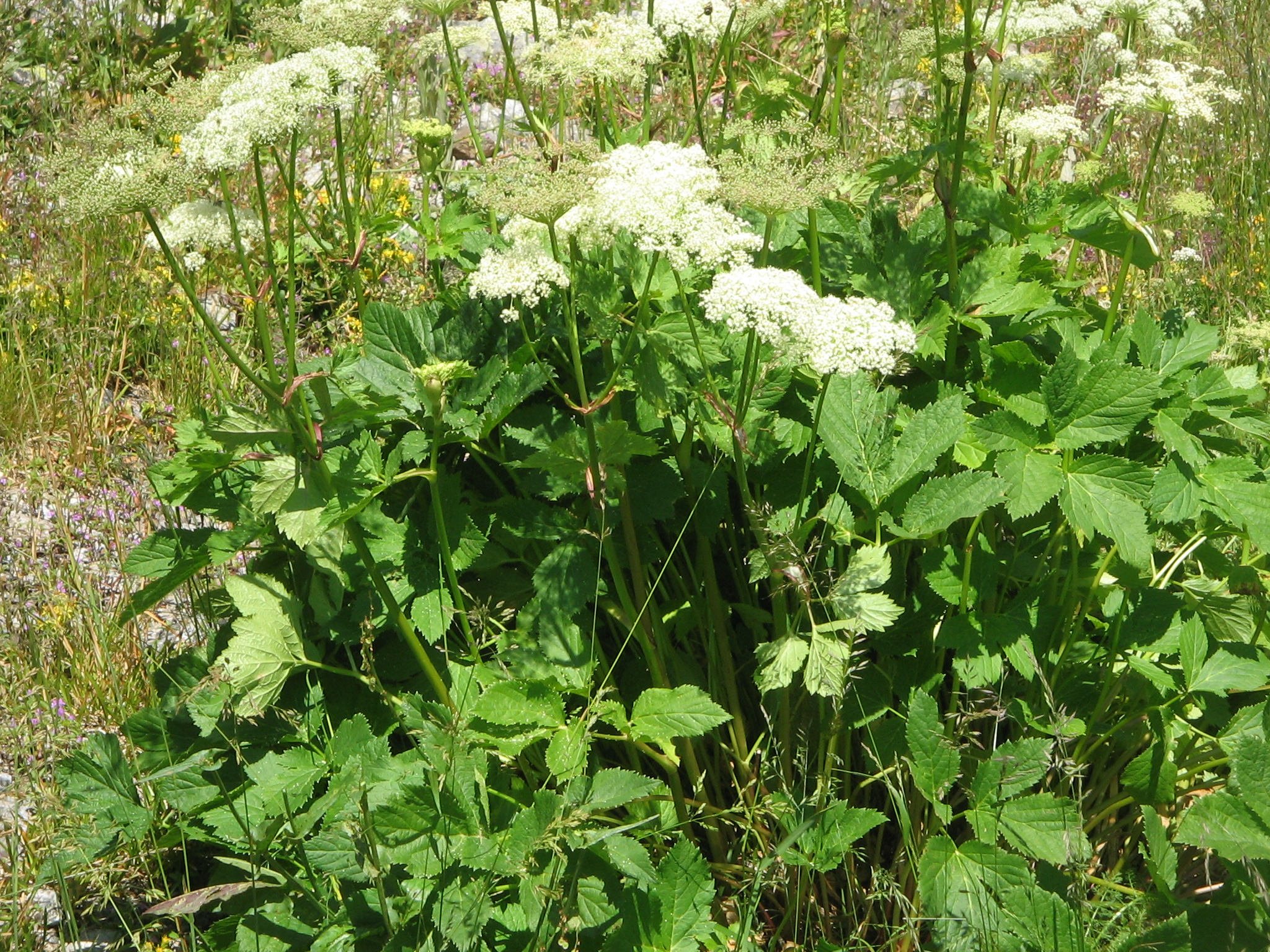
Habitus: Laubblätter und Blütenstände

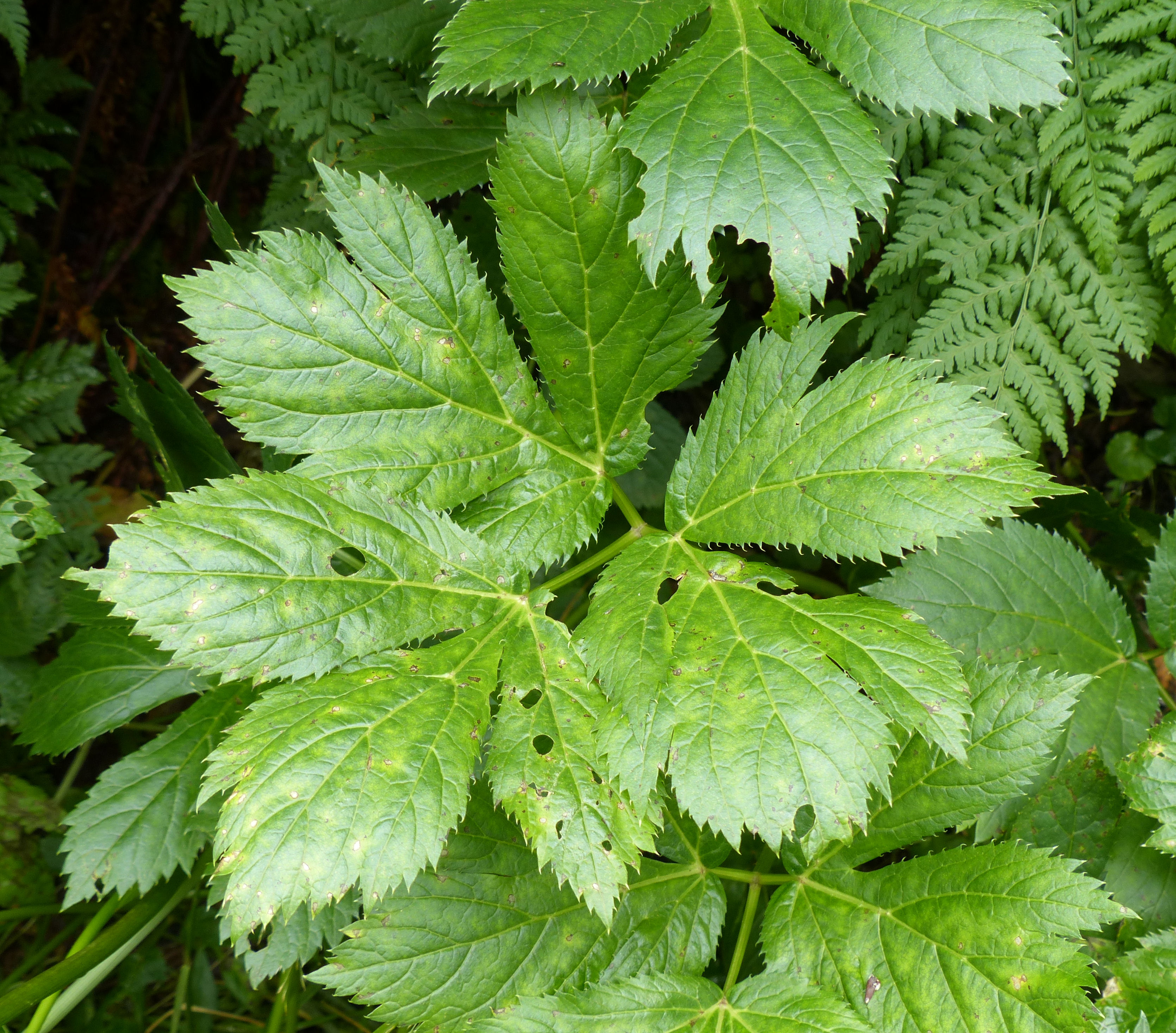
Laubblatt

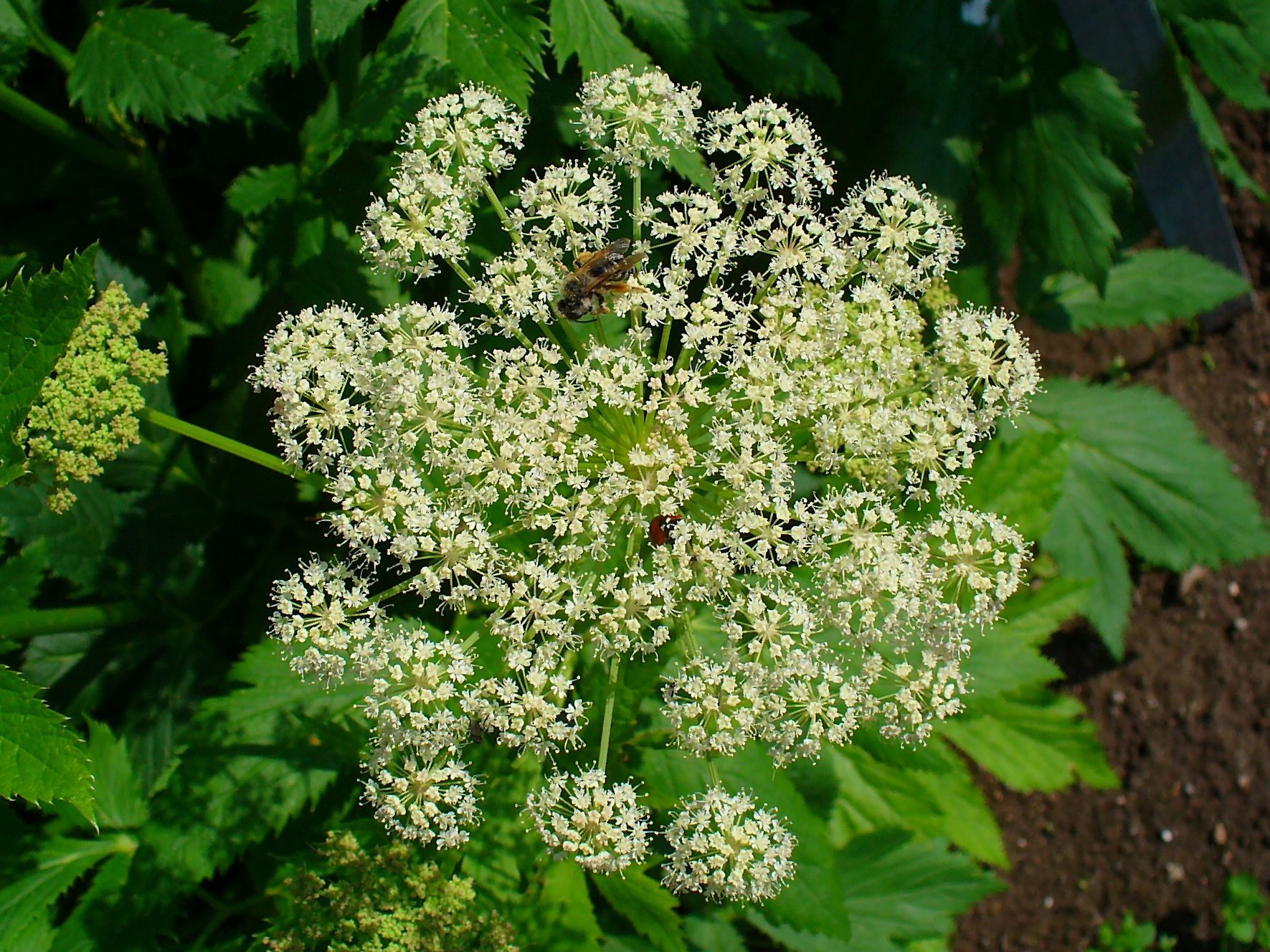
Doppeldoldiger Blütenstand

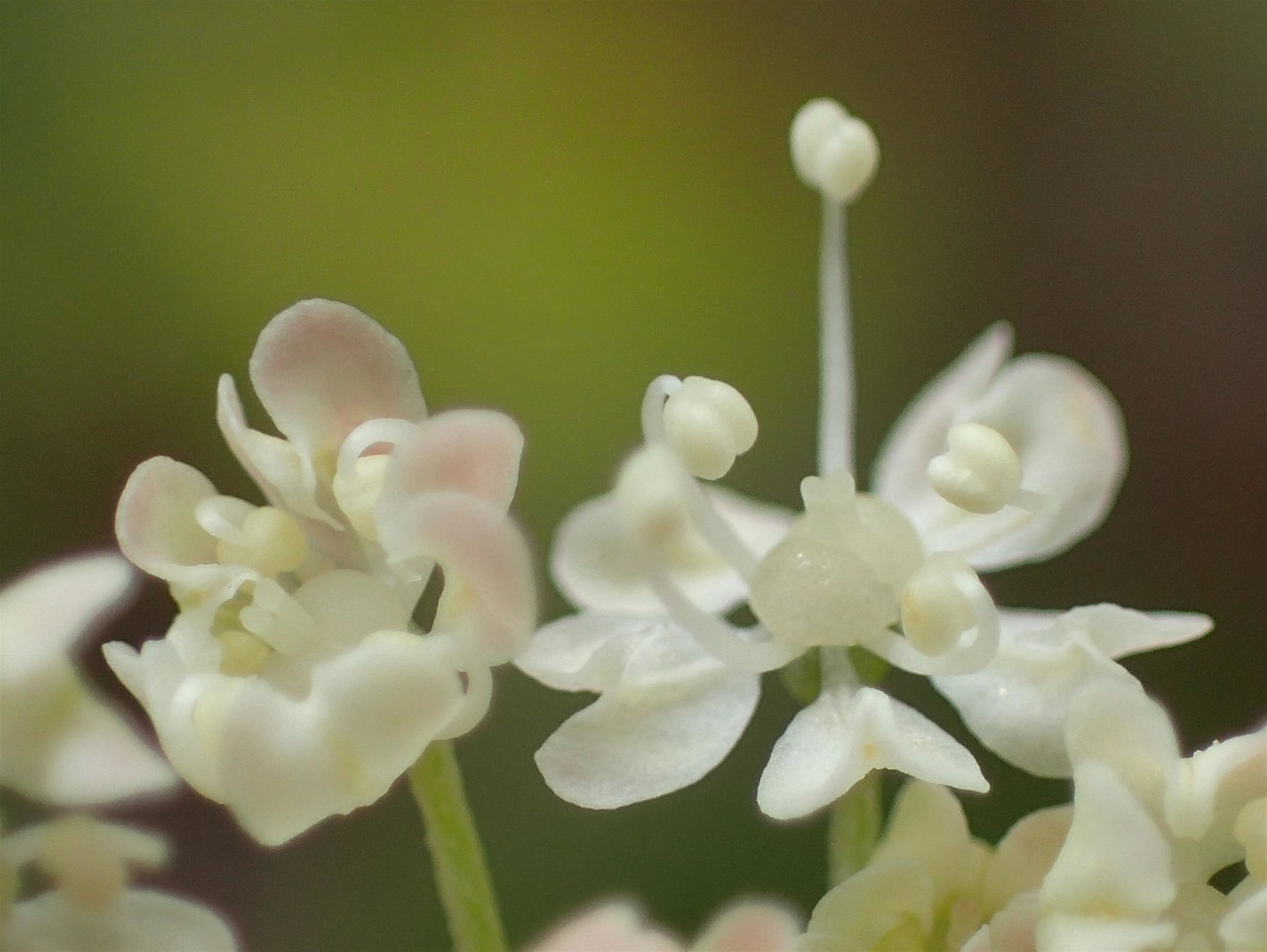
Blüte

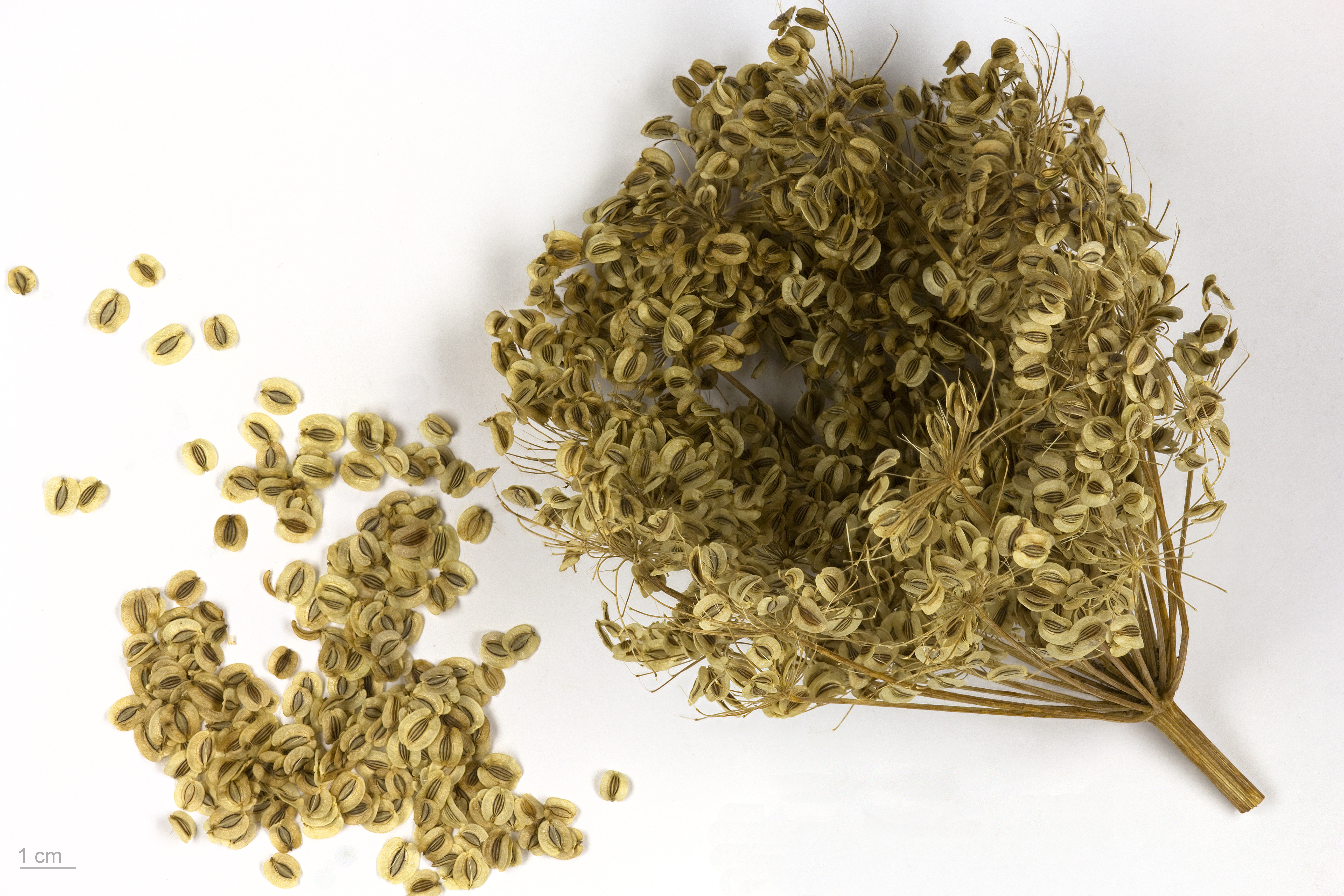
Fruchtstand und Früchte

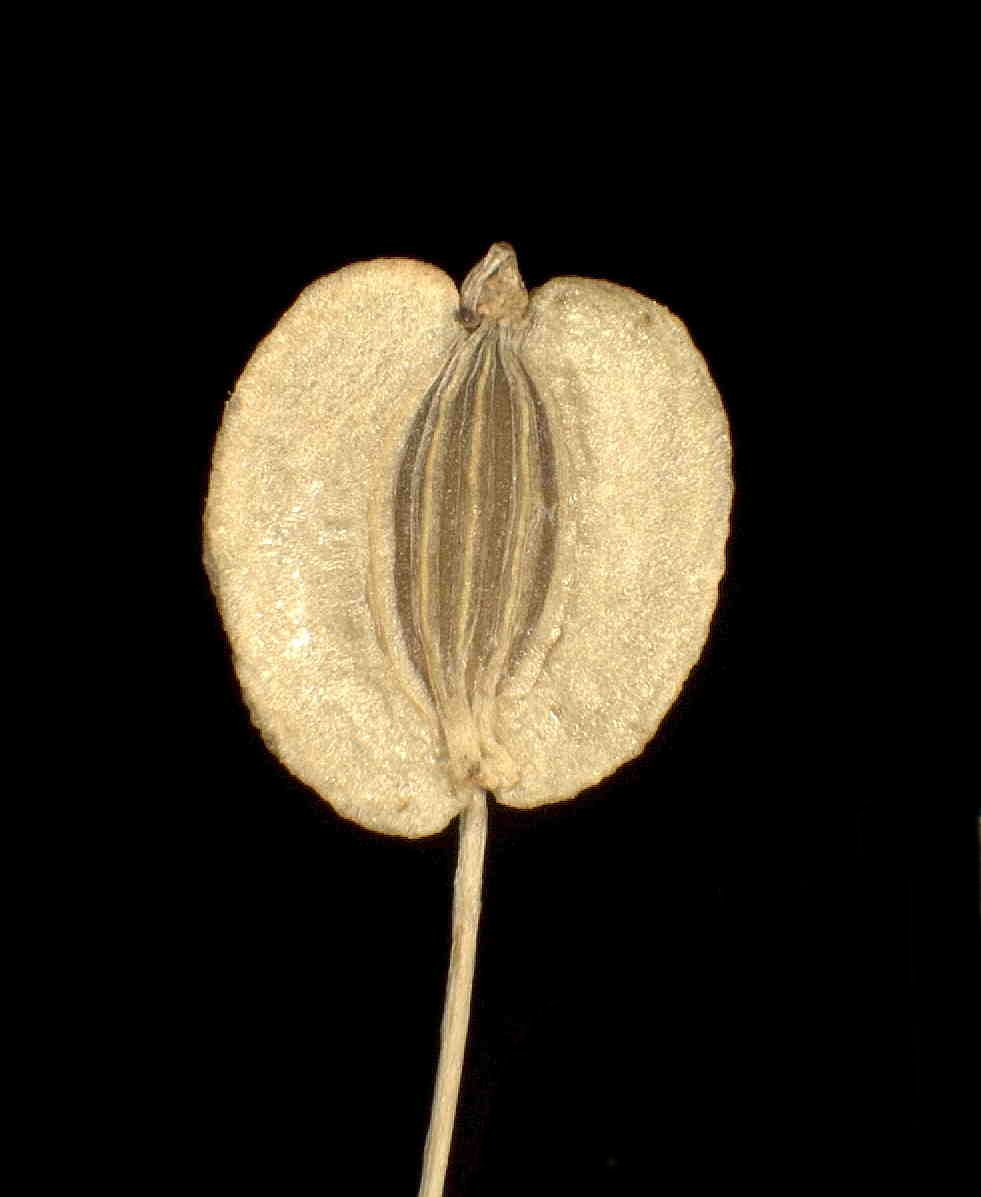
Frucht

### Vegetative Merkmale
Der Meisterwurz ist eine ausdauernde krautige Pflanze, die Wuchshöhen von 30 bis 100 Zentimetern erreicht. Meisterwurz strömt einen starken würzigen Geruch nach Möhren und Sellerie aus. Das Rhizom ist dick spindelförmig, braun und milchend. Es treibt unterirdische Ausläufer aus. Der aufrechte Stängel ist stielrund und gerillt; im Inneren ist er röhrig-hohl und an der Außenseite kahl, außer unter den Dolden, wo sie rauflaumig behaart ist.
Die Laubblätter sind gras-grün und kahl oder an der Blattunterseite, besonders an den Blattrippen, borstig-flaumig behaart und am Rand borstig bewimpert. Das Laubblatt ist bis zu 30 Zentimeter lang und bis zu 34 Zentimeter breit. Die unteren, basalen Laubblätter sind häufig fast doppelt dreizählig. Die Abschnitte erster Ordnung sind gestielt und tief (fast bis zum Grund) dreiteilig. Die Blattlappen sind bei einer Länge von 5 bis 10 Zentimetern sowie einer Breite von 4 bis 7 Zentimetern elliptisch bis lanzettlich mit zugespitztem oberen Ende. Der Spreitenrand ist ungleich doppelt gesägt mit derber Stachelspitze an den Zähnen. Die oberen Laubblätter sind in der Regel nur einfach drei-schnittig, auf großen, aufgeblasenen, fast häutigen Scheiden sitzend.

### Generative Merkmale
Die Blütezeit erstreckt sich von Juni/Juli bis August. Der doppeldoldige Blütenstand ist relativ groß und flach. Eine Doppeldolde hat bis zu 50 Doldenstrahlen. Die Doldenstrahlen sind dünn, kantig, ungleich lang und innerseits fein rauflaumig behaart. Die Döldchen sind reichblütig. Die Blütenstiele sind sehr dünn, fast glatt und deutlich länger als die Früchte. Hüllblätter fehlen oder sind zuweilen einblättrig vorhanden. Die wenigen Hüllchenblätter sind borstlich, krautig und fast glatt.
Die Blüten sind zwittrig mit doppelter Blütenhülle. Der Kelchsaum ist verwischt. Die weißen oder rötlichen Kronblätter sind bei einer Länge von 1 bis 1,5 Millimetern sowie einer Breite von 0,75 bis 1 Millimetern breit verkehrt-eiförmig. Die Spitze der Kronblätter ist ausgerandet und  mit einem eingeschlagenen, spitzen Läppchen versehen. Am Grund sind sie leicht benagelt. Die Textur ist fast glatt, dabei sehr schwach oder stumpf papillös. Der Fruchtknoten ist oberständig. Das Griffelpolster ist kegelförmig gewölbt. Der 1 bis 1,5 Millimeter lange, fädliche Griffel endet in einer kopfigen Narbe.
Die reife Spaltfrucht, Doppelachäne genannt, ist weiß-gelblich mit bräunlicher Scheibe. Sie ist bei einer Länge von 4 und 5 Millimetern und fast gleicher Breite beinahe kreisrund. Sie ist stark zusammengedrückt, dabei am oberen Ende etwas ausgerandet. Die drei stumpflichen Rückenrippen der Teilfrüchte sind im Querschnitt dreikantig vorspringend und durch abgerundete Buchten voneinander getrennt. Die dünnen Randflügel sind sehr breit, fast so breit wie der Gehäusedurchmesser an der breitesten Stelle. Verdickte und verholzte Querfaserzellen sind nicht vorhanden. Obwohl das Gewebe der Fruchtwand und der Flügel teilweise fein getüpfelt ist, ist es parenchymatisch und bis auf die leicht dickwandigen Oberhautzellen der Flügelschneide kaum wesentlich verdickt. Die Leitbündel sind deutlich ausgeprägt. Unter den Tälchen verlaufen die Ölstriemen einzeln, an der Fugenfläche zu zweit. An den Leitbündeln der Flügel verlaufen außen Ölstriemen in Einzahl. Die Ölstriemen auf den Leitbündeln der Rückenrippen sind verkümmert.
Die Chromosomenzahl beträgt 2n = 22.

## Ökologie
Die Meisterwurz ist ein sommergrüner Hemikryptophyt und eine Schaftpflanze. Ihr Rhizom riecht aromatisch. Vegetative Vermehrung erfolgt durch die unterirdischen Ausläufer.
Blütenökologisch handelt es sich um vormännliche „Nektar führende Scheibenblumen vom Heracleum-Typ“. Sie sind andromonözisch d. h. männliche und zwittrige Blüten kommen auf derselben Pflanze vor. Die Blüten werden reichlich von Insekten besucht, die die Blütenstände als „Sonnendeck“ nutzen. Bestäuber sind u. a. Männchen der Bremsen-Art Tabanus borealis.
Die Einzelfrüchte breiten sich aus als Segelflieger, daneben erfolgt Zufallsausbreitung durch Huftiere sowie Menschenausbreitung als Kulturrelikt und Kulturflüchter. Fruchtreife ist von September bis Oktober. Die Früchte sind Wintersteher.

### Natürliche Feinde
Meisterwurz ist die einzige Futterpflanze für die Larven der Blattkäfer-Art Oreina gloriosa.
An Pilzen, die von der Meisterwurz leben, wurden beobachtet: Puccinia imperatoriae, Mycosphaerella umbelliferarum, Pezizella auroricolor und Fusicladium depressum.

## Giftigkeit
Pflanzenteile der Meisterwurz wirken durch Furocumarine photosensibilisierend.

## Vorkommen
Die Meisterwurz kommt ursprünglich vor in Spanien, Andorra, Frankreich, auf Korsika, in Italien, der Schweiz, Liechtenstein, Österreich, Deutschland, Slowenien, Kroatien, Polen, Rumänien und in der Ukraine. Im Vereinigten Königreich, in Irland, Dänemark, Norwegen sowie Schweden und auch in Kanada und in den Vereinigten Staaten ist sie ein Neophyt.
In Deutschland ist die Meisterwurz ursprünglich nur in den Bayerischen Alpen in Höhenlagen von 1450 bis 2100 Metern heimisch. In den Allgäuer Alpen steigt sie bis zu einer Höhenlage von 2200 Metern auf. In Graubünden erreicht sie am Piz Platta eine Höhenlage von 2790 Meter und im oberen Veltlin bei Bormio 2780 Meter. Einzelne Vorkommen finden sich heute im Gesenke und den Mittelgebirgen. In ganz Österreich ist die Meisterwurz verbreitet. Bei den vereinzelten Vorkommen in Nordeuropa, einschließlich Island, Südeuropa und Osteuropa ist unklar, ob diese natürlich sind.
Meisterwurz ist auf Gebirgswiesen, steilen Hängen, Kar- und Hochstaudenfluren, auf feuchten Schutthalden, in Lawinenrunsen, auf Lägerfluren (wo Vieh lagert), im Grün-Erlengebüsch und Krummholz, auf Rutschstellen in Wäldern, am Fuß von Felsen und an Bachufern innerhalb der Alpen und Voralpen nicht selten. Sie gedeiht meist über Kalk- und Urgestein in Höhenlagen von 1400 bis 2700 Metern. In den Mittelgebirgen und im Flachland ist die Meisterwurz selten und zumeist aus ehemaligen Kulturen verwildert. Meisterwurz ist in Mitteleuropa pflanzensoziologisch eine Charakterart des Verbands Adenostylion alliariae, einer Art der Hochstaudenfluren. Sie kommt aber auch in Pflanzengesellschaften der Verbände Rumicion alpini oder Aegopodion vor.
Die ökologischen Zeigerwerte nach Landolt et al. 2010 sind in der Schweiz: Feuchtezahl F = 3 (mäßig feucht), Lichtzahl L = 3 (halbschattig), Reaktionszahl R = 3 (schwach sauer bis neutral), Temperaturzahl T = 2 (subalpin), Nährstoffzahl N = 4 (nährstoffreich), Kontinentalitätszahl K = 3 (subozeanisch bis subkontinental).

## Systematik
Die Erstveröffentlichung erfolgte 1753 unter dem Namen (Basionym) Imperatoria ostruthium durch Carl von Linné in Species Plantarum, Tomus I, Seite 259. Die Neukombination zu Peucedanum ostruthium (L.) W.D.J.Koch wurde 1824 durch Wilhelm Daniel Joseph Koch in Novorum Actorum Academiae Caesareae Leopoldinae-Carolinae Naturae Curiosorum, Band 12, Teil 1, S. 95 veröffentlicht. Weitere Synonyme für Peucedanum ostruthium (L.) W.D.J.Koch sind Imperatoria major Gray, Ostruthium officinale Link, Angelica ostruthium (L.) Lag. und Selinum ostruthium (L.) Wallr.
Je nach Autor gibt es von Peucedanum ostruthium drei Varietäten:
- Peucedanum ostruthium var. angustifolium (Bell.) Alef.
- Peucedanum ostruthium (L.) W.D.J.Koch var. ostruthium
- Peucedanum ostruthium var. vulgare Alef.

## Nutzung

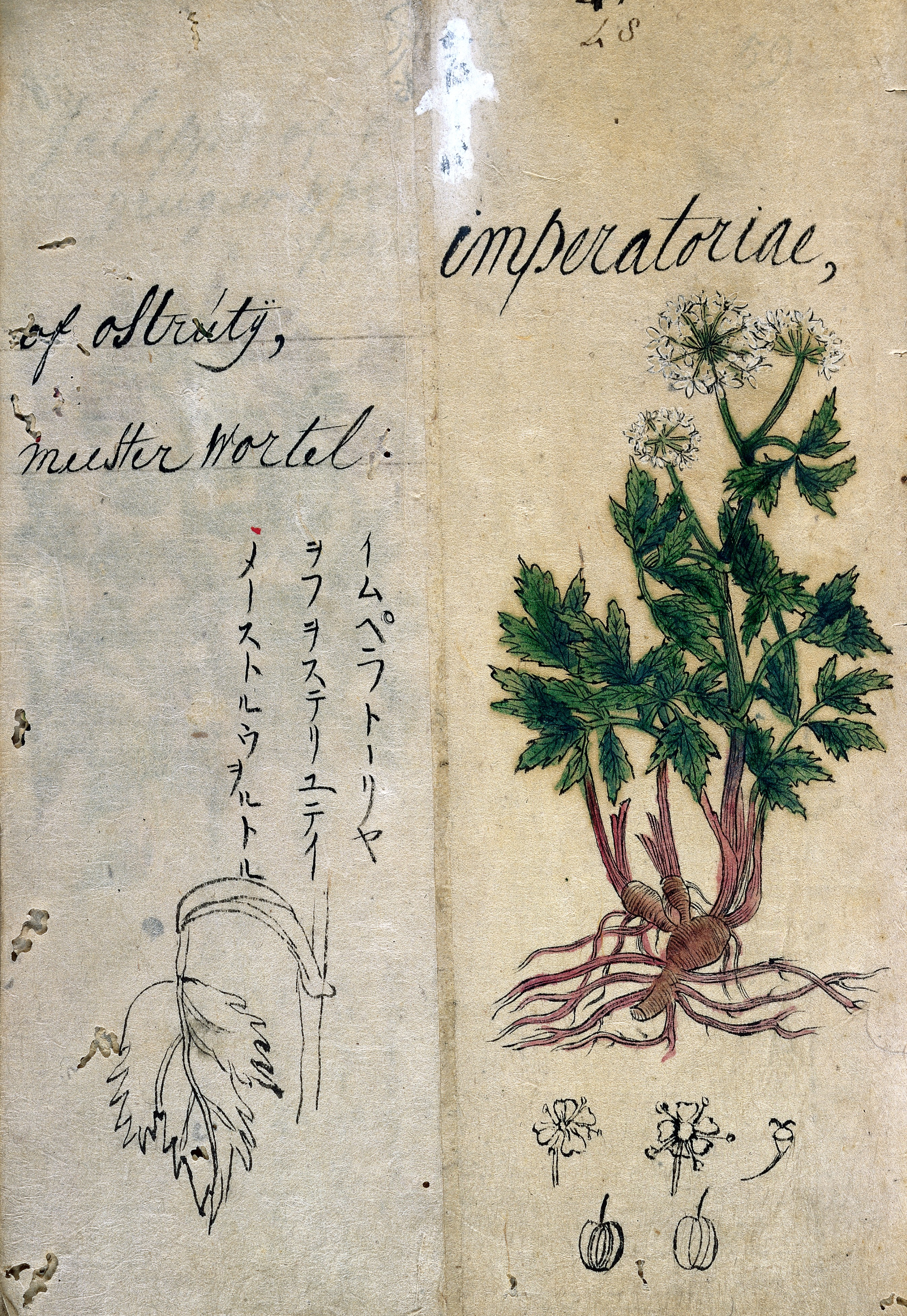
Japanisches Kräuterbuch aus dem 17. Jahrhundert

Meisterwurz wird traditionell als Heilpflanze verwendet – war in der Antike aber offenbar unbekannt. Hildegard von Bingen kannte im 12. Jahrhundert zwar eine Heilpflanze, die sie Astrencia nennt, dabei könnte es sich aber ebenso gut um die Große Sterndolde (Astrantia major) handeln. Möglicherweise kommen (als Astrens und „Meisterwurz“, genannt auch Anetum agreste, sowie Meu) auch andere Asteriden, insbesondere Peucedanum-Arten wie Peucedanum officinale (Echter Haarstrang) und Peucedanum palustris (Sumpf-Haarstrang) in Frage. Im Mittelalter wurde die Meisterwurz auch Astrens (noch im 16. Jahrhundert Astrenz) genannt, wohingegen die Große Sterndolde Schwartz Astrenz genannt wurde. Mit „Astränze“, „Astrantia“, „Stränze“, „Strenze“ und „Strenzel“ wurden Alfred Helfenstein folgend aber auch andere Pflanzen wie Sanikel, Bibernellen, Fünffingerkraut und Bergpetersilie bezeichnet.
Den Vätern der Botanik war die Meisterwurz eindeutig bekannt. Hieronymus Bock widmete ihr ein Kapitel in seinem 1551 erschienenen New Kreutterbuch. Obwohl er sich bemühte, die Meisterwurz in den frühen Schriften zu identifizieren, gelang dies nicht.
Conrad Gessner empfahl 1560 den Anbau der Meisterwurz. Diese fand sich bis in das 19. Jahrhundert vielfach in Gärten.
Der „Wurzelstock“ enthält zwischen 0,18 und 0,78 % (in Extremfällen bis 1,4 %) ätherische Öle, der größte Teil davon (etwa 35,2 %) ist Sabinen. Weitere Bestandteile sind 1,3 % Oxypeucedanin (C13H12O2), 0,5 % Ostruthin (C18H20O8), 0,3 % Ostruthol (C24H24O8) und 0,1 % Osthol (C12H18O2). Für das isolierte Kumarin Ostruthin konnten 2003 in Laborexperimenten (in vitro) hemmende Eigenschaften gegenüber verschiedenen Mykobakterien beobachtet werden.
Aus den unterirdischen Pflanzenteilen wurden Pillen, Pulver, Dekokte, Aufgüsse oder Salben gefertigt, die als Universalmittel bei Bronchialkatarrh, Asthma, Delirium tremens, Epilepsie, ansteckenden Krankheiten, Dermatophytosen, zur Wundbehandlung, bei Magenbeschwerden, als Gegengift, bei Wassersucht oder Zahnschmerz verwendet wurden. Meisterwurz war auch Bestandteil des Spiritus carminativus Sylvii. Auch im Orvietan war sie enthalten, einem aus vierundfünfzig verschiedenen Kräutern zusammengesetzten Allheilmittel. Aus der Meisterwurz wird besonders in Gebirgsgegenden Schnaps und auch Kräuterkäse hergestellt. In Tirol wurde zur Weihnachtszeit die Stube mit der „Wurzel“ ausgeräuchert. Die „Wurzel“ diente zum ‚Vertreiben von Hexen‘.